# Lambeth North metróállomás
A Lambeth North a londoni metró egyik állomása az 1-es zónában, a Bakerloo line érinti.

## Története
Az állomást 1906. március 10-én adták át a Baker Street & Waterloo Railway részeként, Kennington Road néven. 1906 júliusában átnevezték Westminster Bridge Roadra, majd 1917 áprilisában kapta mai nevét. Napjainkban a Bakerloo line része.

## Forgalom
| Járat | Útvonal | Gyakoriság   |
| ----- | --- | ------------ |
|       | Harrow & Wealdstone – Kenton – South Kenton – North Wembley – Wembley Central – Stonebridge Park – Harlesden – Willesden Junction – Kensal Green – Queen’s Park – Kilburn Park – Maida Vale – Warwick Avenue – Paddington – Edgware Road – Marylebone – Baker Street – Regent’s Park – Oxford Circus – Piccadilly Circus – Charing Cross – Embankment – Waterloo – Lambeth North – Elephant & Castle | 3 percenként |

## Átszállási kapcsolatok
| Állomás       | Átszállási kapcsolatok               |
| ------------- | ------------------------------------ |
| Lambeth North | Helyi buszok (Lambeth North Station) |

## Fordítás
- Ez a szócikk részben vagy egészben  a   Lambeth North tube station című angol Wikipédia-szócikk fordításán alapul.  Az eredeti cikk szerkesztőit annak laptörténete sorolja fel. Ez a jelzés csupán a megfogalmazás eredetét és a szerzői jogokat jelzi, nem szolgál a cikkben szereplő információk forrásmegjelöléseként.